# ویکتوریو کوکو
ویکتوریو کوکو (انگلیسی: Victorio Cocco؛ زادهٔ ۲۳ مارس ۱۹۴۶) بازیکن فوتبال اهل آرژانتین است.
از باشگاه‌هایی که در آن بازی کرده‌است می‌توان به باشگاه فوتبال ریور پلاته، باشگاه فوتبال بوکا جونیورز، باشگاه فوتبال دپورتیوو لاکرونیا، و باشگاه ورزشی سن لورنسو آلماگرو اشاره کرد.
وی همچنین در تیم ملی فوتبال آرژانتین بازی کرده‌است.